# Njegošův park (Podgorica)
Njegošův park (srbsky Његошев парк) je veřejný park, který se nachází v hlavním městě Černé Hory, Podgorici. Leží na západním okraji nového centra hlavního města a protíná jej severo-západním směrem hlavní podgorická řeka, Morača. Park ze severní strany vymezuje tisíciletí, z jižní potom Most Blaža Jovanoviće. Přes Moraču v parku vedou ještě další dva mosty – Moskevský most a Visutý most Gazela. Jeho rozloha je 30 000 m2.
Park je největší v hlavním městě a také nejnavštěvovanější.
V parku se nachází také basketbalové hřiště a památník Petru II. Petrovićovi Njegošovi. Z parku je také možné sejít na břeh řeky Morači na pláži Labud.
V roce 2021 byla uskutečněna komplexní obnova parku, v rámci níž byla zprovozněna navíc také fontána.